# Autoroute A-11 (Espagne)

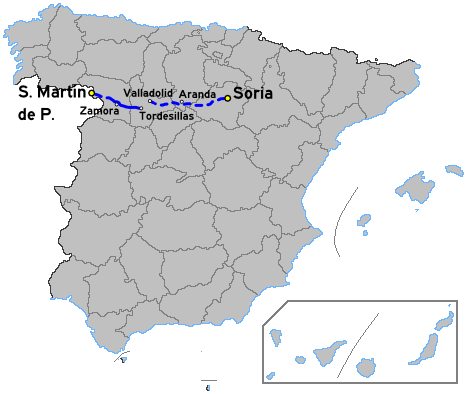
Localisation de l'A-11 sur le territoire espagnol

Pour les articles homonymes, voir A-11.
L'Autovía del Duero A-11 est une autoroute qui permet de relier Soria à la frontière portugaise en passant par Valladolid et Zamora en suivant et doublant la route nationale N-122.
Elle permet aussi de désenclaver la ville de Soria du reste du territoire qui n'est reliée à aucune autoroute.

## États des sections
L'autoroute A-11 est divisée en plusieurs sections en service, en projet et en construction :
| Tronçon                               | État (2008) |
| ------------------------------------- | ----------- |
| Soria - El Burgo de Osma              | En projet   |
| Contournement de El Burgo de Osma     | En service  |
| El Burgo de Osma - Tudela de Duero    | En projet   |
| Tudela de Duero - Valladolid - Zamora | En service  |
| Zamora - Frontière portugaise         | En projet   |

## Tracé
- l'A-11 va débuter au sud de Soria (SO-20/A-15/AP-15) en suivant le tracé de la N-122.
- L'A-11 va poursuivre son chemin vers l'ouest et où elle dessert la ville d'El Burgo de Osma qu'elle contourne par le nord (tronçon en service).
- A hauteur d'Aranda de Duero, l'A-11 va se connecter à l'A-1 une fois qu'elle sera construite en direction de Madrid par le sud et Burgos par le nord.
- 75 km plus loin, l'A-11 arrive à Valladolid d'où se détache la VA-11 (Pénétrante Est de Valladolid).
- Elle contourne la ville par le sud pour se connecter à l'A-62 avant de faire tronc commun avec cette dernière jusqu'à Tordesillas pour se détacher à l'ouest de la ville en direction de Zamora.
- À partir de là, l'A-11 est en service jusqu'à Zamora qu'elle va desservir depuis la future ZA-12 (voie rapide urbaine qui permet d'accéder à Zamora depuis l'A-11).
- Sur la dernière partie allant de Zamora à la frontière, l'A-11 est encore en projet pour convertir la N-122 en autovia.

## Sorties

### DeSan Martín del PedrosoàTordesillas
| Sorties | Villes                                                  |            |
| ------- | ------------------------------------------------------- | ---------- |
|         | Autoroute Porto-Quintanilha IP4 A 4 E 82                |            |
|         | Frontière Espagne - Portugal                            |            |
|         | Section en construction San Martín del Pedroso - Zamora | A-11       |
|         | León - Gijón - Ourense A-52 Zamora Nord                 | A-66 ZA-11 |
| 01      | Coreses - Algodre                                       |            |
| 02      | Fresno de la Ribera - Matilla la Seca                   |            |
| 03      | Toro - Tiedra - Villardefrades                          | CL-159     |
| 04      | Morales de Toro                                         |            |
| 05      | San Román de Hornija - Pedrosa del Rey                  |            |
| 06      | Torrecilla de la Abadesa                                |            |
|         | Salamanque - Ciudad Rodrigo                             | A-62       |

### DeValladolidàSoria
| Sorties | Villes                                                                            |        |
| ------- | --------------------------------------------------------------------------------- | ------ |
|         | Section en construction et en projet Valladolid Sud VA-11 - Alcubilla del Marques | A-11   |
| 09      | Alcubilla del Marques                                                             |        |
| 10      | Osma Ouest - Burgo de Osma                                                        |        |
| 11      | Burgo de Osma Ouest Almazan CL-101 A-15                                           | CL-116 |
|         | Section en projet Burgo de Osma - Soria                                           | A-11   |

### De Tordesillas (A-62) à Zamora (Z-12/A-66)
- 394  Échangeur entre A-62 et A-11 : Tordesillas ( N-122 ) - Valladolid, Burgos, Salamanque, Guarda (Portugal) (A-62 - Medina del Campo, Madrid, Benavente, La Corogne A-6
- 395 : Torrecilla de la Abadesa
- 410 : Villaester de Arriba - Pedrosa del Rey,  Aire de service Los Nogales (dans les deux sens)
- 417 : Morales de Toro ( N-122 )
- 425 : Villavendimio, Villardefrades, Toro ( ZA-705 ,  Aire de service Toro (dans les deux sens)
- 438 : Fresno de la Ribera, Matilla la Seca
- 447 : Coreses - Algodre
- 455  Échangeur entre A-66 et A-11/ ZA-12  : Zamora ( ZA-12 ) - Salamanque, Benavente, Leon (A-66) - Portugal (A-11)

### De Zamora (A-66) au Portugal (N-122)
- 461  Échangeur entre A-66 et A-11 : Leon, Beanvente, Salamanque (A-66 - Tordesillas, Valladollid (A-11)
- 463 : Roales del Pan, Zamora-nord ( N-630 )
- 466 : Zamora-ouest ( N-122 ),  Aire de service Zamora-ouest (dans les deux sens)
- Fin de l'autoroute, l'A-11 devient la  N-122  et continue en direction du Portugal

### Référence et lien
- Nomenclature